# Tiago Geronimi
Tiago Geronimi (ur. 27 listopada 1988 w Lorena) – brazylijski kierowca wyścigowy.

## Kariera
Geronimi rozpoczął karierę w wyścigach samochodowych w roku 2007, od startów w Formule BMW ADAC. Z dorobkiem 322 punktów ukończył sezon na 11 pozycji. W późniejszych latach startował także w Europejskiej Formule BMW (piąte miejsce w 2008 roku), Formule 3 Euro Series oraz Copa Chevrolet Montana. W Formule 3 Euro Series w 2009 roku podpisał kontrakt z francuską ekipą Signature. Dorobek dwóch punktów dał mu 20 miejsce w klasyfikacji końcowej.

## Statystyki
| Sezon | Seria                      | Zespół              | Wyścigi | Zwycięstwa | PP | NO | Podium | Punkty | Pozycja |
| ----- | -------------------------- | ------------------- | ------- | ---------- | -- | -- | ------ | ------ | ------- |
| 2007  | Formuła BMW ADAC           | Eifelland Racing    | 18      | 0          | 0  | 0  | 0      | 322    | 11      |
| 2007  | Światowy Finał Formuły BMW | Eifelland Racing    | 1       | 0          | 0  | 0  | 0      | N/A    | NS      |
| 2008  | Europejska Formuła BMW     | Eifelland Racing    | 16      | 3          | 2  | 0  | 5      | 187    | 5       |
| 2009  | Formuła 3 Euro Series      | Signature           | 20      | 0          | 0  | 0  | 0      | 2      | 20      |
| 2009  | Masters of Formula 3       | Signature           | 1       | 0          | 0  | 0  | 0      | N/A    | 9       |
| 2010  | Copa Chevrolet Montana     | Bazzo Racing        | 3       | 0          | 0  | 0  | 0      |        | 36      |
| 2011  | Copa Chevrolet Montana     | Hot Car Racing      | 3       | 0          | 0  | 0  | 1      | 62,5   | 6       |
| 2012  | Copa Chevrolet Montana     | Hot Car Competições | 8       | 2          | 4  | 3  | 3      | 118    | 6       |